# Mircea Dimitriu
Mircea Dimitriu, alternativ Mircea Dumitriu, (n. 1891 – d. 1953) a fost un general român, care a luptat în al doilea război mondial.

## Funcții deținute
A absolvit Școala de Ofițeri de infanterie în 1911. A fost înaintat la gradul de colonel la 1 aprilie 1936 și la gradul de general de brigadă la 10 mai 1941.
- 1941 – 1942 - Comandant adjunct al Diviziei 15 Infanterie.
- 1942 – 1943 - Comandantul Armatei de Rezervă.
- 1943 – 1944 - General Maior - Comandantul Diviziei 13 Infanterie.
- 1944 - Comandantul Diviziei 13 Infanterie Instrucție.
- 1944 - Prizonier de război.
- 1945 – 1946 - Comandantul Corpului 4 Armată.

Situația militară critică din anul 1944 a determinat Marele Cartier General să ordone, la data de 10 aprilie, Părții Operative a Diviziei a 13-a Infanterie, comandată de generalul Mircea Dimitriu, să se deplaseze pe frontul din Moldova, la dispoziția Corpului 1 Armată.
La 26 august 1944, generalul M.S. Șumilov a cerut unităților române să reia armele și să lupte împotriva trupelor ungare și germane. Generalul Mircea Dimitriu, comandantul diviziei, a acceptat (fără a avea niciun ordin de la comandamentele superioare în acest sens). „Moralul ofițerilor și trupei – consemna jurnalul său de operații – era foarte bun; gândul că de aici se vor pune în marș către Ardeal, către luptă, le dădea puteri noi”. De fapt, trupa a fost din nou dezarmată și dirijată către lagărul de prizonieri de la Roman, provocând „cea mai cumplită consternare și durere”. Generalul Dimitriu și-a luat rămas bun de la ofițerii săi „plângând”.
Generalul de divizie Mircea Dimitriu a fost trecut în cadrul disponibil la 9 august 1946, în baza legii nr. 433 din 1946, și apoi, din oficiu, în poziția de rezervă la 9 august 1947.

## Decorații
- Ordinul „Steaua României” în gradul de ofițer (8 iunie 1940)[3]

## Legături externe
- Generals.dk - Mircea Dimitriu